# Pleurocrypta strigosa
Pleurocrypta strigosa là một loài chân đều trong họ Bopyridae. Loài này được Bourdon miêu tả khoa học năm 1968.